# 五燈獎
《五燈獎》系列節目是台灣電視公司（台視）委外製作的綜藝節目，同時也是台灣電視史上除了各台新聞以外最長壽的節目，播出期間長達33年（1965年10月9日至1998年7月19日），成員包括《田邊俱樂部——周末劇場》、《田邊俱樂部——歌唱擂台》、《才藝五燈獎》、《新五燈獎》與《五燈獎》等五個節目。製作單位先後有國華廣告事業股份有限公司、清華廣告事業股份有限公司及百利廣告事業有限公司，最高收視率是73.9%（1971年）。

## 提要

### 起源
1965年，台灣田邊製藥獨家贊助台視委外製作的電視歌唱競賽節目《田邊俱樂部——周末劇場》，是《五燈獎》的前身。
台灣田邊製藥第一任社長木下勇看到日本沖繩地區某個電視節目在當地頗受歡迎，內容是由非職業表演者報名參加的各項才藝表演。木下勇把這個節目型態引進台灣，由該公司行銷企畫何耀宗負責執行節目策畫工作，本意是為了增加台灣社會對田邊製藥「五燈標誌」的認同感。
《田邊俱樂部——周末劇場》早在1962年9月即開始籌畫工作，一面招考主持人和助理人員，一方面遴選樂隊，並做無數次的模擬演出；另一方面，向台視申請「現場觀眾表演節目」製作權。開播之前，台視原先不敢放心由台灣田邊製藥及國華廣告（台灣田邊製藥的廣告代理商）來製作現場節目；因為當時完全由歌星作職業性演出的現場節目《群星會》製作時都會覺得吃力了，更遑論由全無經驗的觀眾表演，而且國華廣告完全沒有製作電視節目的經驗，電視節目的製作亦非田邊製藥的老本行。後來，當時的台視總經理周天翔觀摩外國的電視節目之後，發現由觀眾報名參加的節目非常多、而且效果都不錯，回國後即支持《田邊俱樂部——周末劇場》開播。1965年10月7日，在台視大樓第一排演場舉辦的《田邊俱樂部》開播前審查會議上，台視終於准許《田邊俱樂部——周末劇場》開播，《五燈獎》系列節目的歷史就此開始。《五燈獎》系列節目完全由台灣田邊製藥獨家贊助。

### 播出期間
《五燈獎》系列節目的播出期間如下：
- 《田邊俱樂部——周末劇場》：自1965年10月9日起至1971年10月9日，每週六中午播出。製作人是王弘，製作單位是國華廣告，節目特色是看燈給獎。此階段又分三個節目型態：
  - 個人參加的綜藝節目：1965年10月9日～1968年10月5日，播出30分鐘(13:00-13:30)。
  - 個人與團體參加的綜藝節目：1968年10月12日～1970年10月10日，播出60分鐘(13:20-14:20,13:24-14:26,13:04-14:06,12:49-13:53)。
  - 個人參加的綜藝節目：1970年10月17日～1971年10月9日，播出30分鐘(12:50-13:20)。
- 《田邊俱樂部——歌唱擂台》：自1971年10月12日起至1974年12月30日，每週日19:00～19:30播出。確立往後五度五關的衛冕比賽方式。製作人是周宜新[4]，製作單位是清華廣告。口號是：「高歌一曲五燈亮，五度五關獎五萬。你來演、我來唱、大家都來看，你健康、我健康、大家都健康。」（「五度五關獎五萬」意即五度五關的獎金是新台幣五萬元。）
- 《才藝五燈獎》：自1975年1月起至1977年12月。節目特色為分五個項目，比賽將五個才藝分為歌唱、舞蹈、戲曲、樂器及技能，並設定為「五度五關獎五萬」。
- 《新五燈獎》：1978年1月1日起至1978年12月10日，每週日19:00~19:30。製作人是淺田誠彥，口號是：「新人搭檔不一樣，到底是誰想一想；五燈一亮見真相，珍聞奇事全上場。」
- 《五燈獎》：自1978年12月17日起至1998年7月19日。製作單位是百利廣告，歷屆製作人是楊瑞興及周麗霞，播出時間多次變動。1986年至1987年，製作人是周麗霞，播出時間為每週日18:00～19:30，1987年底累計播出集數為1151集。1988年至1989年，製作人是周麗霞，播出時間為每週日18:00～19:30。1991年6月2日至1998年7月19日，播出時間為每週日17:40～19:00與19:40～20:10（當時每週日19:00～19:30播出《台視晚間新聞》、19:30～19:40播出《新聞橋》，所以《五燈獎》必須兩段式播出）。
- 《田邊俱樂部——周末劇場》、《田邊俱樂部——歌唱擂台》、《才藝五燈獎》、《新五燈獎》、《五燈獎》五者共計1701集。
- 1971年5月起，正聲廣播公司系統的八座廣播電台以廣播方式聯播《田邊俱樂部》，播出時間是每週日10:00～11:00，聯播電台包括正聲台北台、新竹台聲廣播電台、正聲台中台、正聲嘉義台、正聲高雄台、正聲台東台及花蓮燕聲廣播電台。

### 獎金
《五燈獎》以一對一的才藝競賽為主軸，才藝競賽項目以歌唱為主。在獎金方面，《五燈獎》最初是以「五度五關獎五萬」為號召，獲得最高榮譽「五度五關」者可獲得獎金新台幣五萬元；廖偉凡加入主持之後，加碼為「五度五關獎十萬」（意即「五度五關」獎金為新台幣十萬元），部分單元甚至加碼為「五度五關獎二十萬」（意即「五度五關」獎金為新台幣二十萬元）。1965年4月起，由於台灣中南部觀眾報名人數過多，《田邊俱樂部》開始不定時巡迴台灣各地舉辦「試演會」，目的在於舉辦預賽，並且與各地觀眾同樂。試演會的片段多半會在節目中播出。這個傳統一直延續到《五燈獎》停播為止。

### 標誌
《五燈獎》的標誌是五燈標誌。「五燈獎」三字為紅色，「五燈獎」三字下方的三個新月形狀圖案為淺綠色。「獎」字的寫法是日文漢字的寫法。五燈標誌的底色是紅色，圖案是白色。五燈標誌代表《五燈獎》五大類型的單元：戲曲、舞蹈、技能、樂器、歌唱。

### 節目型態
《五燈獎》系列節目的型態大致如下：
- 《田邊俱樂部——周末劇場》是以單純的歌唱比賽為主，表演完畢馬上看燈給獎，沒有衛冕制度。1968年10月12日起，《田邊俱樂部——周末劇場》節目長度改為60分鐘，前30分鐘為觀眾個人表演，後30分鐘為團體表演，團體分甲乙兩隊比賽。
- 《田邊俱樂部——歌唱擂台》也是以單純的歌唱比賽為主。節目內容依參賽者類型區分的有《軍人歌唱擂台》，依播出時節慶區分的有《耶誕歌唱擂台》、《暑假兒童歌唱擂台》。
- 《才藝五燈獎》起，改為綜合才藝競賽，最初只有三個項目（歌唱、舞蹈、才藝），並且每集固定邀請一位歌手上台打歌。節目內容有依參賽者類型區分的有《司機五燈獎》，依播出時節慶區分的有《暑假兒童五燈獎》、《寒假兒童才藝五燈獎》。
- 《五燈獎》推出的單元以歌唱競賽為主，也是每集固定邀請一位歌手上台打歌。這些歌唱競賽單元中，以歌曲語言區分的有〈國語歌唱比賽〉、〈臺語歌唱比賽〉、〈日語歌唱比賽〉、〈手語歌唱表演比賽〉等，以參賽者類型區分的有〈小朋友歌唱比賽〉、〈雙胞胎歌唱比賽〉、〈爸爸歌唱比賽〉、〈髮哥髮姐歌唱比賽〉、〈海運人員歌唱比賽〉、〈鐵路人員歌唱比賽〉、〈台電人員歌唱比賽〉、〈老外歌唱比賽〉等。《五燈獎》的其他單元有〈挑戰五燈獎〉、〈五燈之星歌唱擂台〉、〈流行熱舞比賽〉、〈即興廣告〉、〈大家來跳竹竿舞〉、〈神算金頭腦〉、〈名人來歌唱〉[5]等。

### 節目口號
《五燈獎》節目口號的分配情形，隨著五度五關獎金多寡而略有不同：
「五度五關獎五萬」時期
片頭音樂演奏前或片頭音樂奏完第一段後：「一個燈、兩個燈、三個燈、四個燈、五個燈！五燈獎！」
主持人開場白：「一二三四、五燈亮，五度五關、獎五萬。你來演、我來唱、大家都來看，你健康、我健康、大家都健康。」
1985年10月10日（星期四），慶祝《五燈獎》開播20週年及中華民國國慶特別節目，主持人開場白：「一二三四、五燈亮，全國軍民、同歡唱。你來演、我來唱、五燈之星聚一堂，祝福國泰又民安。」
1986年10月第1088集，慶祝《五燈獎》開播21週年及中華民國國慶，主持人開場白：「一二三四、五燈亮，光輝十月、齊歡唱。你來演、我來唱、萬眾歡騰喜洋洋，你健康、我健康、祝福國泰又民安。」
「五度五關獎十萬」時期
片頭音樂演奏前：「一個燈、兩個燈、三個燈、四個燈、五個燈！五燈獎！」
每集開播時開場口號：「一二三四、五燈亮，五度五關、獎十萬。你來演、我來唱、大家都來看，你健康、我健康、大家都——（觀眾）健康！」
插播《台視晚間新聞》前的口號：「一二三四五燈亮，五燈齊聚眾生相。欲知全球世界樣，莫忘新聞這一項。新聞過後五燈獎，讓您——熱情又奔放！」
《台視晚間新聞》過後的開場口號：「一二三四五燈亮，新聞過後又來到！節目精彩又熱鬧，不怕行家來比較！」

### 結束
《五燈獎》播出至後期，由於觀眾收視口味的變化，加上同時段深耕多年的中視《大陸尋奇》、同時段新進的華視《名偵探柯南》、每週帶狀播出的三立綜藝台歌唱競賽節目《21世紀新人歌唱排行榜》的興起，《五燈獎》的收視率變得每況愈下。1998年7月19日，《五燈獎》播出最後一集（第1701集），內容是《五燈獎》系列33年歷史的總回顧；從此以後，《五燈獎》正式走入歷史。依據1998年11月12日《中國時報》第22版報導：《五燈獎》停播之前的每個月，為了補廣告量，台視得賠上新台幣兩、三百萬元。

## 歷任主持人
- 《田邊俱樂部——周末劇場》
  - 李睿舟（1965年10月9日～1970年底）
  - 歷任代理主持人：
    - 吳非宋：當時在廣播界及舞台上極負盛名的主持人，曾單獨主持一次。因國語不夠標準及外型因素，使得播出效果欠佳。
    - 王弘：該節目的製作人。由於李睿舟未前來主持，臨時由製作人代打一次。
    - 李中成：性感女子團體「花生姊妹」成員，1966年2月起和李睿舟輪流主持。2012年9月14日，被指控自2011年10月起涉嫌非法吸金新台幣上億元。
    - 史艷文：當時紅極一時的黃俊雄布袋戲木偶。1971年前後，被商請主持一次。
    - 孫伯堅、黃小冬夫婦：主持了四次。
    - 田文仲、田錦旋：後期主持人，提升了收視率。
- 《田邊俱樂部——歌唱擂台》
  - 辜敏志、邱碧治（1971年10月12日～1972年4月）：辜敏志主持了半年，退而轉任節目企劃。
  - 阮翎、邱碧治（1972年4月～1974年7月7日）：邱碧治因懷孕即將臨盆而辭職。
  - 阮翎、李明瑾（1974年7月14日～1975年1月）
- 《才藝五燈獎》
  - 阮翎、李明瑾（1975年1月～1977年12月）
- 《新五燈獎》
  - 倪北嘉、姜蓓莉（1978年1月1日～1978年12月10日）
- 《五燈獎》
  - 阮翎、邱碧治（1978年12月17日～1988年5月18日）：以電腦程式報燈報分時期，阮翎兼任電腦程式設計者。
  - 邱碧治、廖偉凡（1988年5月25日～1994年7月）：阮翎退休，退出主持。
  - 趙英華、廖偉凡（1994年7月～1996年4月28日）：邱碧治退休，退出主持。1996年4月28日，趙英華退出主持，轉往華視另求發展。[6]
  - 和家馨、廖偉凡（1996年5月5日～1998年7月19日）：末代主持人。

## 工作人員
茲列舉《五燈獎》第991集與第1243集片頭之工作人員表，僅供參考。
《五燈獎》第991集
製作：百利廣告公司　　策劃：盧履誠
執行製作：周麗霞、吳興中　　主持：阮翎、邱碧治
伴奏：台視大樂團　　美術指導：曾蘇銘
技術指導：趙易安　　導播：竺強
《五燈獎》第1243集
製作：百利廣告公司　　策劃：盧履誠
執行製作：玉萍、廖淑芳、方龍賢　　節目助理：陳美安、陳建華
指揮：謝荔生　　伴奏：台視大樂團
劇務：郎承林、詹仲銘、詹德峯
服裝、美容、髮型：滿心企業有限公司、雅式美容美髮中心、林莉工作坊
花藝設計：永春花苑　　音樂設計：歌林公司
美術指導：曾蘇銘　　燈光：鄭清松、許深淵
成音：陳孝文、呂振銘　　攝影：石台義、陳益銘、陳英培、黃德綸
視訊：陳善嘉　　技術指導：毛志揚
導播：程德全　　主持：邱碧治、廖偉凡

## 比賽規則
- 《田邊俱樂部——周末劇場》
  - 是由觀眾表演，以田邊製藥商標形狀的燈箱顯示成績。
  - 最高獎是五個燈全亮，最低獎是只亮一個燈；每得一個燈，則可獲得新台幣一百元。
- 《田邊俱樂部——歌唱擂台》
  - 參加演唱者，抽籤決定表演的先後順序。
  - 開始時由樂隊任意演奏《田邊俱樂部歌集》（即《歌唱擂台》指定歌曲專集）中的某一曲，演唱者聽到樂隊演奏一小段前奏後即開始演唱。
  - 如演唱不好，評審馬上打一鑼聲，表示「下台一鞠躬」；如唱得不錯，則唱完此曲，再由評審給燈，然後以同一首歌曲接受第二位之挑戰。第一位演唱及第二位挑戰者之成績比較燈數，燈數高者即為一度一關優勝（燈數相同時，以五位評審之合計分數評定之）；
  - 合計分數也一樣時，則以首先演唱之準擂台主為優勝，優勝者再接受第三位挑戰者之挑戰；接受挑戰勝過五人時，稱為一度五關準擂台主，可獲得新台幣五千元及紀念錦旗一面。二度五關準擂台主，可獲得新台幣一萬元及紀念錦旗一面；三度五關準擂台主，可獲得新台幣兩萬元及紀念錦旗一面；四度五關準擂台主，可獲得新台幣三萬元及紀念錦旗一面；五度五關擂台主，可獲得新台幣五萬元及擂台主錦旗一面。過度準擂台主衛冕失敗或終止演唱時，可獲得累計燈數獎金及半數的過度獎金和紀念錦旗一面。
- 《五燈獎》
  - 一位（或一組，下同）挑戰者與一位衛冕者參賽。當挑戰者與衛冕者的演出一結束，就會揭曉兩方的燈數和分數。
  - 每個人的最高燈數為五個燈，最高分數為25分。四個燈的分數為18到22分，五個燈的分數為23到25分。
  - 燈數不同時，燈數高者獲勝，只顯示燈數高者的分數[7]；若衛冕者已達到五度五關，則不顯示衛冕者的分數。
  - 衛冕者每獲勝一次，可晉升一關，並且得到對應關數的獎金。在總獎金新台幣五萬元時期，至每度的最高級第五關，則可獲得新台幣一萬元及紀念錦旗（依衛冕進度，稱為「×度五關優勝錦旗」）一面。
  - 若出現五個燈25分的情形，則稱為「保送過度」（意謂無論是在第幾關，一律保送至下一個度的同一關。例：三度四關保送至四度四關）。
  - 為了避免《五燈獎》的商業色彩太濃，所有參賽者在演出前都必須簽下切結書，同意在演出後的半年內不和其他營利單位簽約。[8]

## 報燈報分方式

### 說明
阮翎與邱碧治的報燈報分方式如下：
- 挑戰者與衛冕者同台較勁之後，阮翎負責報挑戰者的燈數與分數，邱碧治負責報衛冕者的燈數與分數。1980年代以後，也有兩人對調的情況。
- 報燈格式如下：「一個燈、兩個燈、三個燈、四個燈……」直至最後該名參賽者該有的燈數為止。在早期以燈泡排字列出燈數的時候，雖然「兩個燈」是顯示「二個燈」，但報燈的時候仍然要報「兩個燈」。
- 報分方式如下：「十七、十八、十九、二十、二十一……」直至最後該名參賽者該有的分數為止。計分版上的分數大多是從十五分起跳。
- 報衛冕者的分數時，主持人會喊一次「再來」或「再來一分」增加現場緊張的氣氛。每名參賽者應得的燈數與分數都是評審群在表演結束時就定下來的。
- 揭曉雙方燈數與分數之後，邱碧治會說幾句話來撫慰挑戰(或衛冕)失敗者（對於衛冕失敗者，邱碧治還會請一位評審向衛冕失敗者說明原因），然後感謝挑戰(或衛冕)失敗者的演出，請挑戰(或衛冕)失敗者到台下休息。接著由阮翎宣讀衛冕者已通過的關數與累積獎金金額，然後阮翎問衛冕者是否願意繼續接受挑戰。衛冕者若回答「願意」，阮翎就會高聲請衛冕者登上舞台正後方「才藝寶座」或「優勝(或衛冕)者寶座」。（在台視大樓第五攝影棚錄影時期，由於第五攝影棚舞台狹長，舞台正後方只設置「才藝寶座」；換攝影棚錄影後，才設置「優勝(或衛冕)者寶座」取代才藝寶座。）

廖偉凡與邱碧治的報燈報分方式如下：
- 挑戰者與衛冕者同台較勁之後，邱碧治負責報挑戰者的分數，廖偉凡負責報衛冕者的分數。
- 報燈方式與報分方式同阮翎與邱碧治的報燈報分方式。
- 如果衛冕者的分數等於或小於挑戰者的分數，廖偉凡一定會喊幾次「再來」或「再來一分」增加現場緊張的氣氛，直到分數不再往上升高為止。事實上，由於每名參賽者應得的燈數與分數都是評審群在表演結束時就定下來的，無論喊了幾次「再來」或「再來一分」，都不會真的讓衛冕者的分數往上升高。
- 邱碧治光榮退休之後，報燈方式與報分方式沒有太大的變化。

### 範例
以本條目「外部連結」欄位所附的兩段報燈報分影片為例。該兩段影片係由台灣田邊製藥授權使用。
- 阮翎與邱碧治的報燈報分：挑戰者與優勝者（早期對衛冕者的稱呼）的燈數均為五個燈，分數均為二十三分。
  - 阮翎：「（來看）兩隊的成績。」
  - 邱碧治：「挑戰者 ─ 一個燈！兩個燈！三個燈！四個燈！五個燈！」
  - 阮翎：「優勝者 ─ 一個燈！兩個燈！三個燈！四個燈！五個燈！都是五個燈！」
  - 邱碧治：「比較分數，挑戰者的分數 ─ 二十、二十一、二十二、二十三分！」
  - 阮翎：「優勝者 ─ 二十、二十一、二十二、二十三！再來一分！二十四分！」

- 廖偉凡與邱碧治的報燈報分：挑戰者白雲演唱〈變色的長城〉獲得四個燈，五度四關的衛冕者張惠妹演唱〈愛的憧憬〉獲得五個燈。
  - 邱碧治：「好，我們首先來看看的是剛才挑戰者白雲先生他演唱〈變色的長城〉到底幾個燈！來！一個燈！兩個燈！三個燈！四個燈！」
  - 廖偉凡：「來看我們這邊的燈數，我們這邊的燈數，〈愛的憧憬〉，一個燈、兩個燈、三個燈、四個燈、五個燈！」

## 紀錄

### 參賽者
- 《田邊俱樂部——歌唱擂台》的第一位五度五關擂台主是花蓮觀眾王麗玉。
- 《田邊俱樂部——歌唱擂台》〈爸爸歌唱擂台〉兩位參賽者孔憲佽和林憲章，一個男高音、一個男低音，抽籤抽在一起，創了同燈同分；再比一次，最後以五個燈再度同燈同分。
- 1979年4月7日至1979年7月1日，《五燈獎》〈笛子演奏比賽〉參賽者陳中申創下多項紀錄：

1. 第一位獲得五個燈次數最多的男性。
2. 第一位獲得五個燈25分，保送過度（可以一次過五關）。
3. 獲五度五關時間最短，不滿三個月。正常的情形是：若無同燈同分情形下，最少需要25週（也就是半年）才能獲得五度五關。
4. 在節目中舉行婚禮。

- 1979年8月12日，《五燈獎》〈琵琶彈奏比賽〉的初次比賽中，呂秀齡、賴秀綢都得到五個燈24分。1979年8月19日，呂秀齡、賴秀綢在〈琵琶彈奏比賽〉中再決勝負，雙雙獲得五個燈25分，保送過度，分別得到新台幣五千元獎金。

### 節目
- 1976年3月26日，《五燈獎（暑期兒童才藝競賽）》榮獲第12屆金鐘獎電視金鐘獎大眾娛樂性節目優等獎。
- 《五燈獎》〈手語歌唱表演比賽〉是除了歌唱以外，單一比賽項目舉辦時間最長（自1983年至1997年）的。

## 影響
- 1978年1月8日，周宜新帶著李明瑾投效中視開設的才藝競賽節目《六燈獎》開播，風格類似《五燈獎》，可以想見這類才藝競賽節目受到觀眾歡迎的程度。（同時，《才藝五燈獎》為《新五燈獎》所替代。）
- 1979年5月10日至1979年8月9日，華視曾倣製兒童節目《才藝競賽七燈獎》，不像《五燈獎》與《六燈獎》都是不分年齡的節目。
- 1986年，台視在中華體育館為楊麗花舉辦晚會《楊麗花千萬個感謝》，在楊麗花首度進場時，台視大樂團演奏《五燈獎》衛冕者登上衛冕者寶座的音樂。同年9月中秋節，台視在高雄市舉辦中秋節特別節目《彩虹飛月》，每段開場，主持人鳳飛飛進場時、或來賓排在鳳飛飛之前進場時，台視大樂團演奏《五燈獎》衛冕者登上衛冕者寶座的音樂。
- 中國大陸上海電視台在1990年代中後期曾播過才藝競賽節目《五星獎大擂臺》，布景和規則和《五燈獎》頗爲類似；早期版本中，如果一位選手連續五次衛冕，可拿走最高獎金。華視節目部退休編審孫儀在上海負責正大集团正大综艺公司摄影棚的營運十餘年，见证了《五星奖大擂台》等电视节目的诞生。
- 緯來兒童台兒童節目《天才接班人》也有用到五度五關的設定。
- 三立綜藝台《鐵獅玉玲瓏》開場音樂，是比照《五燈獎》每段廣告結束後的開場升高一個音調而成。
- 2007年全聯福利中心的電視廣告「米果篇」提到「同燈同分」一詞，即是《五燈獎》報燈報分用語之一[9]。
- 2008年10月18日，黃義雄製作的民視無線台歌唱競賽節目《明日之星Super Star》開播，其「台語衛冕賽」與「國語衛冕賽」比照《五燈獎》一對一模式。
- 2009年永慶房屋的廣告引用了《五燈獎》報燈方式[10]。

- 主持人：

1. 邱碧治挾著主持《五燈獎》所累積的知名度，二十五歲時即高票當選國民大會代表，退休後旅居加拿大，2020年4月病逝。邱碧治出生於臺北縣新莊鎮，父親邱啟煇是新莊地方派系「國治派」大老、前新莊鎮鎮長。
2. 廖偉凡、和家馨均成為知名的社教節目主持人。《五燈獎》停播後，廖偉凡擔任華視綜藝節目《龍虎綜藝王》固定班底，不以斯文形象出現於《龍虎綜藝王》中；和家馨轉型為全方位藝人，2006年與演員何豪傑結婚後，2010年因健康因素引退，直到2023年7月才回歸。
3. 中國小姐出身的趙英華的知名度因主持《五燈獎》而迅速提升，之後請辭主持工作，轉而與謝祖武聯合主演華視《台灣靈異事件》（1996年7月1日至2001年5月28日，每週一21:30～23:00播出），原職缺由和家馨接任至《五燈獎》停播為止。

- 目前已知下列人物曾經由《五燈獎》系列節目踏進演藝圈：

1. 勾峰，本名勾純沅，山東人，國立藝專音樂科畢業，1969年報名參加《周末劇場》歌唱比賽，以〈我的太陽〉一曲獲得最高榮譽，立刻被台視延攬。
2. 李珮菁，在比賽中打敗崔苔菁、余天、甄妮等而獲得冠軍，1975年加盟麗歌唱片，1978年的《我愛月亮》一首歌開始走紅
3. 1986年，陳艾湄與李惠山的搭檔組合，可說是《五燈獎》〈情歌對唱比賽〉相當熱門的比賽隊伍。《五燈獎》為了穩固收視率第一的寶座，會視情況安排相當受歡迎的〈情歌對唱比賽〉一週比賽兩次，這也讓兩位創下33週就奪得五度五關的紀錄。陳艾湄之後由譚健常於1988年捧出道，1989年與高明駿合唱《誰說我不在乎》因此走紅。
4. L.A.Boyz（黃立行、黃立成、林智文）尚未出道時，曾經參加《五燈獎》〈流行熱舞比賽〉，連闖數關，並將美國的嘻哈舞蹈帶進台灣，引起大家的注意。
5. 呂琇菱：七〇年代後期～八〇年代瓊瑤愛情文藝片女主角，曾被喻為林青霞的接班人。
6. 張惠妹
7. 蕭閎仁
8. 林俊逸
9. 蔡小虎
10. 郭婷筠

- 其他參加過《五燈獎》的名人：
  - 江艾倫（1971年《暑假兒童歌唱擂台》一度五關擂台主，小學時代曾參演中視《貝貝劇場》與擔任中國廣播公司小小播音員，1983年7月接任《六燈獎》主持人。[4]）
  - 蔡琴
  - 葉東安
  - 吳宗憲、陳文瑤（共同參加《五燈獎》〈情歌對唱比賽〉，衛冕至四度三關，因吳宗憲服兵役而放棄衛冕。）
  - 周守訓（當時仍是個大學生的他，與兩個同學胡國琛、戴明偉合組呆呆熊合唱團，參加《五燈獎》〈民歌團體演唱比賽〉。）
  - 詹曼鈴
  - 吳淑敏（參加《五燈獎》〈小朋友歌唱比賽〉，因演唱國語歌曲〈變色的長城〉最後一句時走音而衛冕失敗，以五度四關飲恨。）
  - 曾心梅
  - 陳之漢
  - 黃安
  - 林宏銘（刑事警察兼台語歌手，《五燈獎》後續節目《五燈之星》2001年〈台語歌唱比賽〉五度五關得主，是張秀卿的前夫，唱片專輯有《我乎你靠》、《天公伯的查某子》等。）
  - 姚仁恭
  - 忍者少年（陳國華、曾威華、游國龍，《五燈獎》〈流行熱舞比賽〉五度五關得主、《五燈獎》第一個「五度五關獎二十萬」得獎隊伍[11]。）
  - 黃怡螢（1986年12月中旬參加《五燈獎》〈臺語歌唱比賽〉，1987年8月23日成為《五燈獎》第51位五度五關得主、〈臺語歌唱比賽〉第三位五度五關得主（繼黃碧蘭、范姜群億之後），家住台北縣三重市，因家裡賣豬腳飯而有「豬腳公主」稱號[12]。至今仍在新北市三重區經營「五燈獎豬腳飯」。）

## 歷屆五度五關得主
1. 1969年「田邊俱樂部─周末劇場」，大稻埕魚類公會的「金海利」北管子弟軒社籌組最具聲望的北管名師參與這一歷史性的演出，擔任司鼓的是北管人間國寶邱火榮之父林朝成(1908-1970)，母親邱海妹(1912-1993)司京胡，人稱「闊嘴師」王炎主殼仔弦，以及先進國樂創辦人陳先進的提琴，人間國寶潘玉嬌(1936-)擔任主唱，按表演給燈給獎，贏得五個燈「團體優勝獎」。

1. 第一位《五燈獎》〈山地歌唱比賽〉之五度五關得主：溫梅桂、張秀美（皆是花蓮縣秀林鄉人，是〈山地歌唱比賽〉第一組衛冕者，也是1979年〈山地歌唱比賽〉五度五關得主）。
2. 第一位《五燈獎》〈手語歌曲比賽〉之五度五關得主：陳惠敏，1984年，目前是童詩創作及音樂工作者[13]
3. 第一位《五燈獎》〈情歌對唱比賽〉之五度五關得主：陳艾湄、李惠山，1986年兩人的搭檔順利榮獲五度五關。1989年陳艾湄與高明駿合唱《誰說我不在乎》迅速走紅歌壇，接著又推出《我悄悄蒙上你的眼睛》專輯，再創四白金(二十萬張)的銷售佳績。1994年，陳艾湄閃婚，淡出演藝圈。
4. 第一位《五燈獎》〈小朋友歌唱比賽〉之五度五關得主：林俊逸，高雄市人。在過關後的1991年至1993年間陸續發行四張個人專輯，更以首張專輯《用愛擁抱世界》入圍金曲獎最佳新人獎。
5. 第一位《五燈獎》〈臺語歌唱比賽〉之五度五關得主：蔡小虎，高雄市人，1991年。出道之前是豬肉攤的老闆，以〈再會呀港都〉一曲獲得五度五關，出道之後被稱為「豬肉王子」。
6. 第一位《五燈獎》〈五燈之星歌唱擂台〉之五度五關得主：張惠妹，台東縣卑南鄉泰安村卑南族人，1994年。現在仍活躍於臺灣流行歌壇。
7. 第一位《五燈獎》〈臺語歌唱比賽〉兒童組之五度五關得主：蕭閎仁，1997年。目前是唱片歌手，第一張專輯為《蕭閎仁首張創作專輯》。
8. 第一位《五燈獎》〈吉他彈唱組〉之五度五關得主：「呆鵝爸爸」易君浩、李昭誠，民國82年9月到83年4月31回合登上了五燈之星。

## 後續
- 1999年4月4日至1999年9月26日，每週日21:00~22:00，東森綜合台播出《悅氏五燈挑戰賽》，由廖偉凡與美人共同主持，獨家贊助商是名牌食品。
- 2000年8月6日至2001年7月29日，每週日17:00~18:00，台視播出《五燈之星擂台賽》，標榜「五度五關獎五十萬」，由廖偉凡、周姿君與黃琬庭共同主持，被視為正宗的《五燈獎》續集。製作單位是大東影藝，製作人是蘇振弘，伴奏者是孔鏘，獨家贊助商是遠雄人壽。五燈標誌的底色改為黃色，五燈標誌的主角改為一隻打領帶的北極熊（遠雄人壽的吉祥物）。但《五燈獎》製作人楊瑞興（已故，即百利廣告總經理）之子楊嘉誠曾表示，反對大東影藝打著《五燈獎》旗號為《五燈之星擂台賽》做宣傳。該節目停播之後，傳出了製作單位與參賽者之間的獎金糾紛：〈五燈之星 結尾高潮硬撐的？！〉[14]、〈五燈之星拿不到50萬獎金　林宏銘怒告製作單位〉。
- 2007年2月17日、18日，TVBS-N播出回憶《五燈獎》的新年特別節目《五燈重現江湖》。
- 2007年3月12日，中天電視《康熙來了》節目播出〈你來演我來唱　重現五燈獎〉，邀請《五燈獎》的一些「五燈之星」參加錄影。
- 2007年4月28日，台視45周年台慶特別節目《齊天大勝：台視生日快樂》中，《五燈獎》獲頒「宇宙無敵長壽節目獎」，由和家馨與吳淑敏領獎。
- 2007年3月17日，非凡新聞台《台灣真善美》播出〈尋找五燈之星上集〉，報導《五燈獎》的一些「五燈之星」的現況及才藝。
- 2007年4月21日，台灣田邊製藥舉辦〈五燈傳愛無聲演唱會〉，邀請《五燈獎》〈手語歌唱表演比賽〉的「五燈之星」表演手語，與台北市立啟聰學校學生共同度過一個愉快的午後。
- 2007年4月22日，非凡新聞台《台灣真善美》播出〈尋找五燈之星下集〉，再次報導《五燈獎》的一些「五燈之星」的現況及才藝。
- 2007年9月29日，台灣田邊製藥於台大綜合體育館舉辦〈五燈傳愛公益慈善晚會〉，廖偉凡、和家馨主持，邀請《五燈獎》出身的藝人及「五燈之星」共同展開慈善表演，節目內容涵蓋歌唱、樂器、舞蹈及手語，所得捐給中華民國脊髓損傷者聯合會。
- 2007年10月1日，田邊製藥與三菱製藥合併為田邊三菱製藥，田邊三菱製藥廢除田邊製藥五燈標誌，但台灣田邊製藥繼續使用田邊製藥五燈標誌。
- 2007年10月9日晚間，僑務委員會在台灣警察專科學校舉行「九十六年雙十國慶四海同心聯歡大會」，廖偉凡主持，安排《五燈獎》五度五關得主輪流上台表演。會場以《五燈獎》的五燈標誌作為背景，五燈標誌下方有「永遠的台灣」五字。
- 2020年4月21日，傳出邱碧治病逝消息，YouTube五天前突然上傳一段她的台北高商（現為國立台北商業大學）同學為她製作的追思影片，氣氛哀傷。邱碧治的友人在本月4日已在臉書透露邱碧治過世的訊息。廖偉凡聞訊驚愕，問了一輪《五燈獎》班底，都沒人聽說邱碧治過世；他也有傳簡訊給邱，但未獲回覆。[15]而廖偉凡得知邱碧治過世後，為此而痛哭半個小時之久。
- 2020年4月23日，為悼念邱碧治逝世，YouTube「台視官方頻道」發布1985年10月10日《五燈獎》20週年特別節目精華版[16]。
- 2022年1月，《2022超級巨星紅白藝能大賞》為台視60週年台慶暖身，安排《五燈獎》回顧單元，並邀請林俊逸與蔡小虎登台演出。

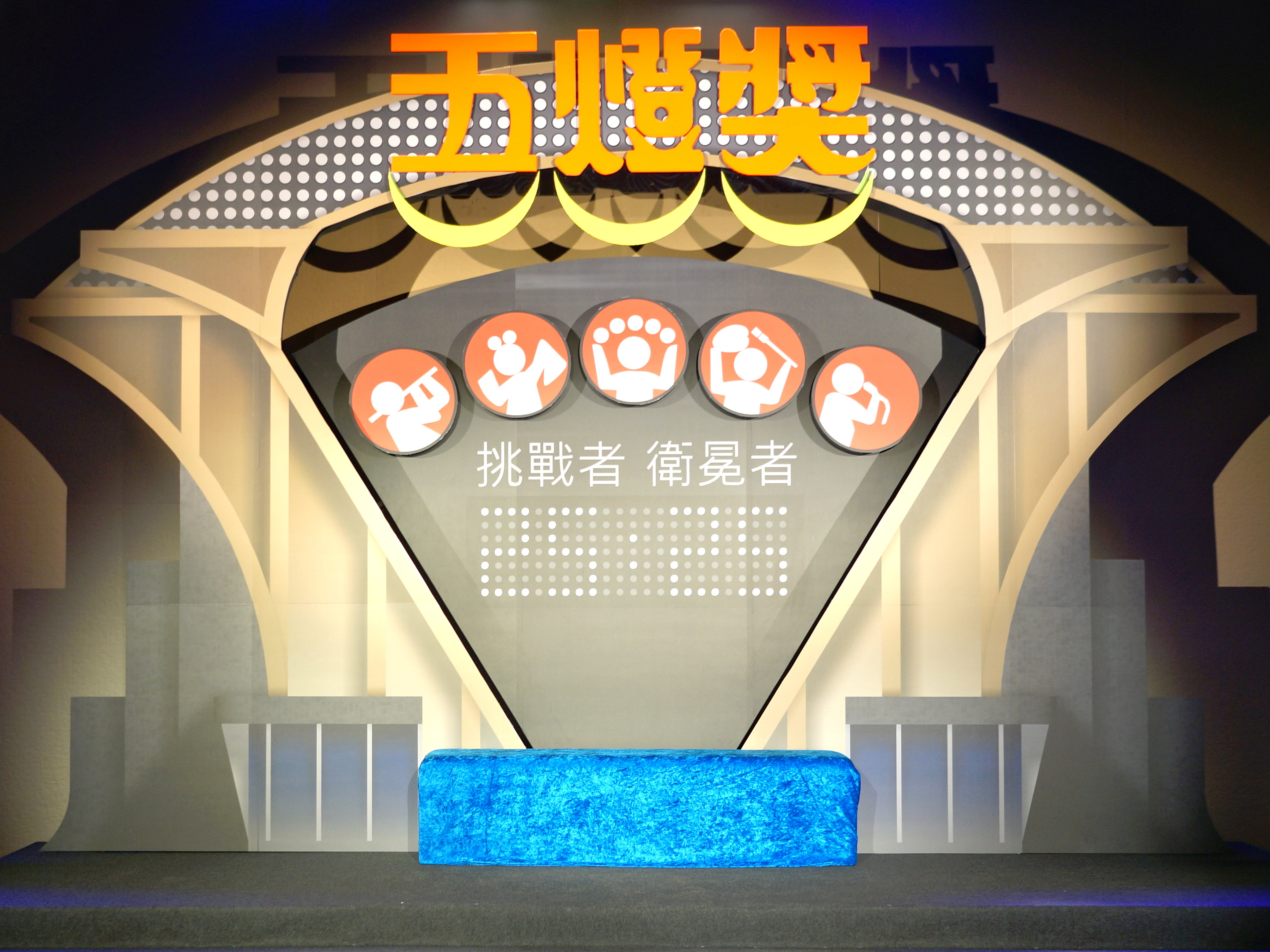
台視六十週年特展設置的《五燈獎》衛冕者寶座仿製品

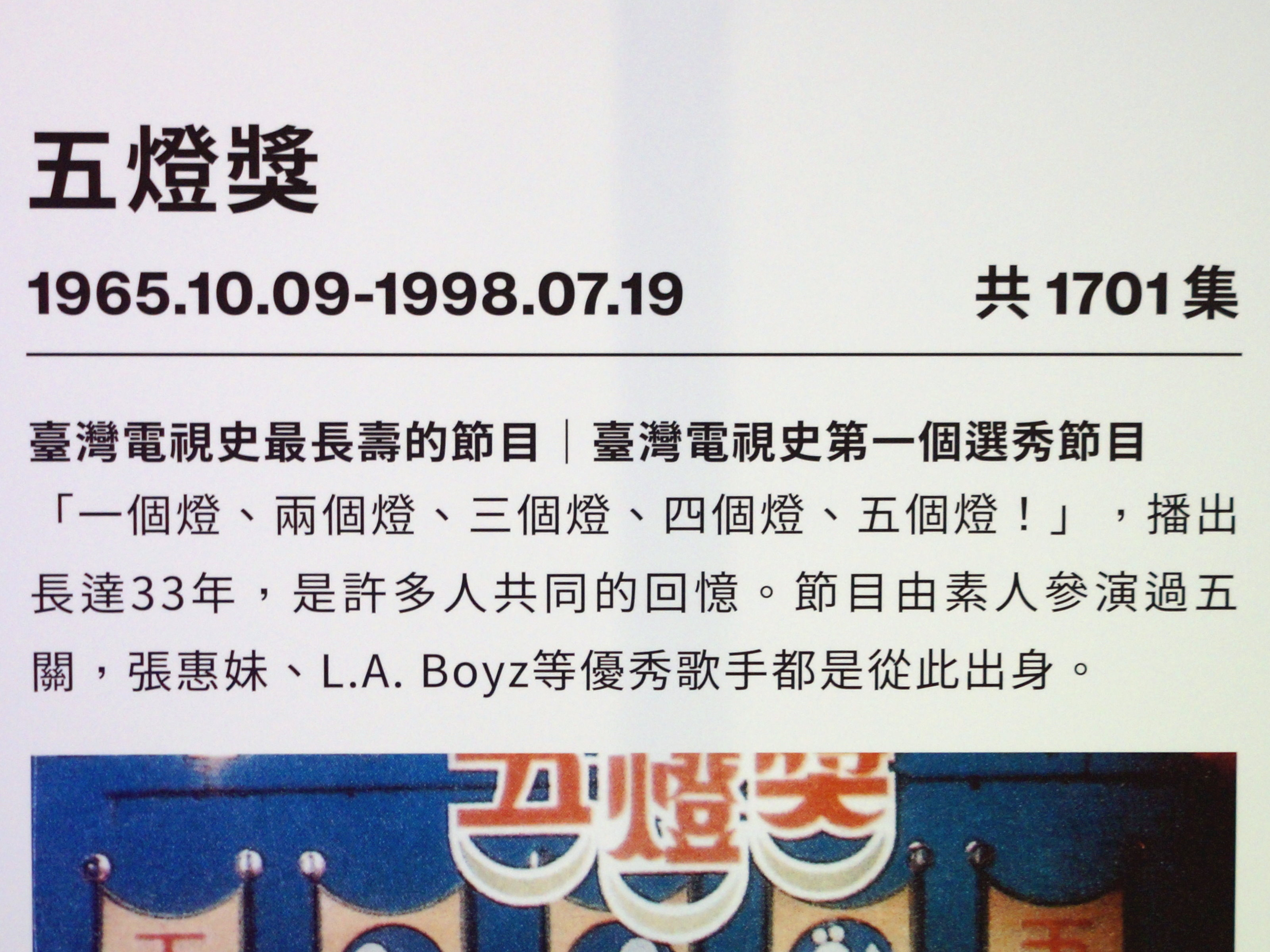
台視六十週年特展設置的《五燈獎》簡介牌

- 2022年4月28日至5月2日，慶祝台視60週年台慶，台視租用松山文創園區一號倉庫舉辦「台視六十週年特展」，設置《五燈獎》衛冕者寶座仿製品。

## 軼聞
1985年10月，百利廣告製作、阮翎與邱碧治主持台視台灣光復節特別節目《芬芳寶島》，在桃園縣立文化中心錄影，謝荔生指揮台視大樂團伴奏，桃園縣縣長徐鴻志親臨致詞。
1989年6月1日，華視綜藝節目《連環泡》播出第903集，短劇單元〈中國電視史〉主題為〈五燈獎篇〉，惡搞《五燈獎》在台視大樓第五攝影棚錄影時期，郭子乾戲仿阮翎，楊麗音戲仿邱碧治與李明瑾。
1990年代初期，方芳主演的台視搞笑短劇節目《王牌登場》（播出時間：1991年7月1日至1992年10月30日，週一至週五19:40~20:00）曾經惡搞《五燈獎》。該集的《王牌登場》特地搭建了一個沒什麼景物的《五燈獎》佈景，而且只請來廖偉凡扮演主持人。方芳扮演《五燈獎》〈國語歌唱比賽〉的參賽者。評分的結果是：第一個燈只是閃爍了兩次然後熄滅，最後沒有一個燈是亮的。
2019年由赤燭遊戲開發及發佈的恐怖解謎遊戲《還願 Devotion》，當中電視機所播放的節目《七彩星舞臺》據聞原型來自《五燈獎》。

## 置入性行銷
邱碧治、廖偉凡擔任《五燈獎》主持人期間，《五燈獎》也玩過置入性行銷。與一般的置入性行銷不同的是，這次是在《五燈獎》所在時段內播出的新格實業「新格新冰箱」廣告中置入性行銷《五燈獎》，邱碧治擔任新格新冰箱的代言人。在這支廣告中，一開始就出現一位國小女學生獻花給邱碧治，兩人身後的白色牆面上鑲嵌的正是《五燈獎》標準字與五燈標誌，廣告口號為「實在擱好用」。

## 其他
- 在《歌唱擂台》時期，曾經製作印有五燈標誌的眼罩給參賽者使用。

### 註解
1. 中華民國電視學會電視年鑑編纂委員 編纂，《中華民國無線電視年鑑第十輯：民國八十五年至八十六年》，中華民國電視學會1998年6月30日版，第71頁。
2. 中華民國電視學會電視年鑑編纂委員 編纂，《中華民國無線電視年鑑第十輯：民國八十五年至八十六年》，中華民國電視學會1998年6月30日版，第71頁。
3. ↑  中華民國電視學會電視年鑑編纂委員 編纂，《中華民國無線電視年鑑第十輯：民國八十五年至八十六年》，中華民國電視學會1998年6月30日版，第71頁。
4. 1 2  〈六燈獎永遠領先〉，《掃描線雜誌》第17期（1983年8月號）第19頁。
5. ↑  本報訊. . 民生報. 1997-07-06: 13 （中文（臺灣））.〈名人來歌唱〉是《五燈獎》於1997年7月6日推出的單元，邀請名人及其家人一起在節目裡表演才藝，首集上場的是立法委員周荃及其女兒。
6. ↑  魏永齡，〈趙英華揮別五燈獎〉，《中央日報》1996年4月28日第23版。
7. ↑  台視《熱線追蹤》2010年3月15日第一段（該段標題為五燈之星）。
8. ↑  宋秉忠，〈五燈獎 平凡人的尋夢園〉 Archive.today的存檔，存档日期2012-09-13，《天下雜誌》第142期（1993年3月1日出刊）。
9. ↑   (FLV). 全聯福利中心.   [2009-11-23]. （原始内容存档于2020-04-20）. 出乎意料　同燈同分
10. ↑   (FLV). 永慶房屋.   [2009-11-23]. （原始内容存档于2020-04-20）. 燈咧？　一個燈？兩個燈？三個燈？還是五個燈？
11. ↑  .   [2020-05-11]. （原始内容存档于2020-09-04）.
12. ↑  百利. . 《電視周刊》第1299期 (台視文化公司). 1987-08-30: 132－133 （中文（臺灣））.
13. ↑  田邊健康俱樂部「五燈獎專案小組」，〈專訪「手語歌曲」五度五關優勝者陳惠敏小姐〉 （页面存档备份，存于），《五燈獎田邊健康俱樂部》，2007年6月28日。
14. ↑  .   [2006-11-11]. （原始内容存档于2006-11-07）.
15. ↑  . 蘋果新聞網.   [2020-04-21]. （原始内容存档于2020-09-04）.
16. ↑  .   [2020-04-23]. （原始内容存档于2020-09-04）.
17. ↑  華視懷舊頻道. . YouTube. 2022-11-05  [2022-12-04]. （原始内容存档于2022-12-17） （中文（臺灣））.

## 外部連結
- YouTube上的《五灯奖》第991集片头（台灣田邊製藥授權）